# Discoloma parmula
Discoloma parmula is een keversoort uit de familie Discolomatidae. De wetenschappelijke naam van de soort is voor het eerst geldig gepubliceerd in 1845 door Erichson.